# Шор Михайло Львович
Шор Михайло Львович — радянський кінорежисер.

## Біографічні відомості
Народився 8 січня 1891 р. в Бессарабії. Закінчив приватну кіношколу Сибірякова в Одесі (1918).
Знімався у кіно, працював в 1923—1937 рр. асистентом режисера (фільми: «Укразія», «Тарас Трясило», «Черевички») і режисером на Одеській кінофабриці, де поставив кінокартини:
- «Гонорея» (1927)
- «Червонці» (1930, разом з П. Чардиніним).

Знявся у фільмі «П'ять наречених» (1930).
В 1937 р. перейшов на адміністративну роботу.
Директор кінофільмів: «Морський пост» (1938), «Танкер „Дербент“» (1941), «Морський яструб» (1941).